# The Pride of the Yankees
The Pride of the Yankees is een film uit 1942 onder regie van Sam Wood. De film, waarin Gary Cooper en Teresa Wright de hoofdrollen hadden, werd geproduceerd door Samuel Goldwyn. Cooper speelt de rol van honkballer Lou Gehrig. The Pride of the Yankees werd genomineerd voor elf Oscars en won er een.

## Verhaal
De film opent met een toespraak van Lou Gehrig. Gehrig heeft deze toespraak in het echt ook afgelegd. Aan het begin van de film ziet de kijker een nog jonge Lou, die onlangs is begonnen aan zijn studie. Ondertussen werkt hij als ingenieur. Zijn ouders zijn immigranten en willen een betere toekomst voor hun zoon. Lou wordt dan ook constant onder druk gezet door zijn moeder iets te maken van zijn leven.
Hij studeert dan ook aan een prestigieuze universiteit, waar allebei zijn ouders ook werkzaam zijn. Hij is zelf echter meer onder de indruk van het sportteam van de universiteit, en dan met name het honkbalteam. Lou schrijft zich in voor het honkbalteam en blijkt veel talent te hebben. Zijn passie voor honkbal moet hij geheimhouden voor zijn moeder, die vindt dat hij zijn tijd niet aan sport moet verdoen. Als zijn moeder plotseling ernstig ziek wordt, accepteert Lou een aanbod van de Yankees. Het duurt even, maar uiteindelijk staat hij op het honkbalveld als een jonge.
Lou groeit uit tot een beroemdheid en langzaam begint zijn moeder zijn beroep goed te keuren. Zijn leven wordt nog beter wanneer hij Eleanor ontmoet. Ze worden verliefd op elkaar en trouwen uiteindelijk. Hun huwelijk zou er een vol geluk zijn en Lou weet het publiek versteld te staan met zijn prestaties op het veld. Hij weet zelfs een record te zetten met de meest opeenvolgende wedstrijden ooit om gespeeld te hebben.
Zijn passie voor honkbal transformeert echter in een obsessie. Lou wijdt zijn leven volledig aan beter worden en weet op een gegeven moment illusie niet meer te scheiden met realiteit. Dan wordt er een fatale ziekte geconstateerd en krijgt hij te horen nooit meer te kunnen honkballen...

## Rolverdeling
| Acteur           | Personage                 |
| ---------------- | ------------------------- |
| Gary Cooper      | Henry Louis 'Lou' Gehrig  |
| Teresa Wright    | Eleanor Twitchell         |
| Babe Ruth        | Zichzelf                  |
| Walter Brennan   | Sam Blake                 |
| Dan Duryea       | Hank Hanneman             |
| Elsa Janssen     | Christina Gehrig (Moeder) |
| Ludwig Stössel   | Henry Gehrig (Vader)      |
| Virginia Gilmore | Myra Tinsley              |

## Prijzen en nominaties
- Oscar voor Beste Montage - Gewonnen

- Oscar voor Beste Film - Genomineerd
- Oscar voor Beste Acteur (Gary Cooper) - Genomineerd
- Oscar voor Beste Actrice (Teresa Wright) - Genomineerd
- Oscar voor Beste Muziek - Genomineerd
- Oscar voor Beste Camerawerk - Genomineerd
- Oscar voor Beste Verhaal - Genomineerd
- Oscar voor Beste Scenario - Genomineerd
- Oscar voor Beste Speciale Effecten - Genomineerd
- Oscar voor Beste Geluid - Genomineerd
- Oscar voor Beste Decors - Genomineerd